# Kapišová
Kapišová é um município da Eslováquia, situado no distrito de Svidník, na região de Prešov. Tem 6,62 km² de área e sua população em 2018 foi estimada em 447 habitantes.

## Demografia
| Ano:        | 1994 | 2004    | 2014    | 2024   |
| ----------- | ---- | ------- | ------- | ------ |
| Broj ljudi: | 342  | 377     | 424     | 457    |
| Razlika:    |      | +10,23% | +12,46% | +7,78% |

| Ano:               | 2023 | 2024   |
| ------------------ | ---- | ------ |
| Número de pessoas: | 461  | 457    |
| Diferença:         |      | -0,86% |